# Marcador para quadro branco

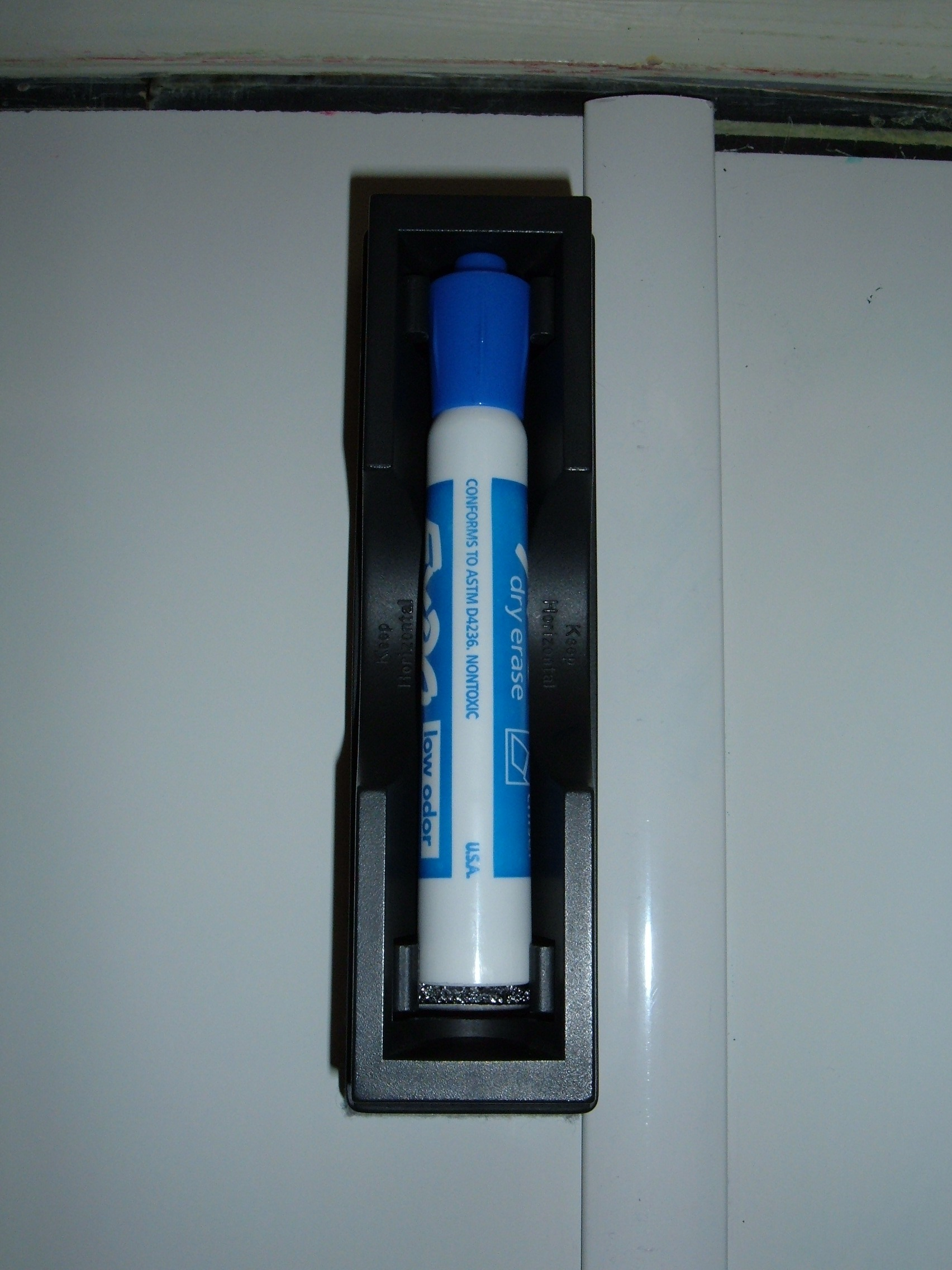
Caneta-marcador azul.

O marcador para quadro branco é um tipo especial de caneta hidrográfica, desenvolvido principalmente para uso em quadro branco. Sua tinta é facilmente removida da superfície do quadro por um apagador de lã. É encontrado no mercado em várias cores, com pontas grossas e finas, possibilitando com isto uma escrita mais legível e desenhos mais precisos, quando comparados aos feitos com giz.
Atualmente são fabricadas tintas de parede que após a secagem podem ser riscadas e apagadas normalmente por este tipo de marcador, como se fosse um quadro branco. Também são fabricadas geladeiras com esta característica.